# Jesús Losa
Jesús Losa (Valladolid) es un médico español especializado en medicina deportiva. Atiende a diversos deportistas profesionales, actividad puesta bajo sospecha en numerosas ocasiones por recurrir supuestamente a prácticas de dopaje.

## Millar y el Euskaltel
Fue médico del equipo ciclista Euskaltel-Euskadi en la época gloriosa del conjunto naranja a principios del siglo XXI, incluyendo la victoria de etapa de Iban Mayo en Alpe d'Huez en el Tour de Francia 2003 y la general de la Dauphiné Libéré en 2004 (récord en la cronoescalada del Mont Ventoux incluido). Sin embargo, poco antes del Tour de Francia 2004 fue apartado de la formación,  al conocerse que David Millar había declarado en el marco del Caso Cofidis que fue Losa, su médico particular, quien le facilitó la sustancia dopante EPO.
Preguntado sobre si era posible un ciclismo sin química (sin dopaje), Losa señaló que un ciclista necesita la ayuda de un masaje y de otras cosas que siempre han acompañado al ciclismo, añadiendo que el deportista profesional necesita ayudas, de material, mecánicas, médicas, de entrenamiento...

## Su esposa y el laboratorio de Valladolid
Su esposa, Luisa Fernanda Nurueña (Nandi), trabajó durante años en el laboratorio antidopaje de Valladolid. Según el diario Público, Losa habría aprovechado dicha circunstancia para realizar controles preventivos, es decir, tomar muestras a deportistas que habían seguido sus indicaciones de preparación y analizarlos en el laboratorio antidopaje donde trabajaba su mujer (para cerciorarse de que no darían positivo en los controles antidopaje oficiales), una práctica prohibida. Se daba asimismo la circunstancia de que si el deportista cliente de Losa era sometido a un control, sería posible ocultar un posible positivo en caso de que el deportista conociera el número secreto con que se identificaba su muestra.
El laboratorio antidopaje vallisoletano perdió su homologación en 2004, y en el momento en que Público publicó la noticia, el 22 de octubre de 2009, la esposa de Losa trabajaba como funcionaria en el laboratorio del CRMD (donde también trabajaba su marido), ocupándose de realizar exámanes médicos a deportistas de la región.

## Relax, la iniciativa del CSD
En 2007 trabajó como jefe médico del equipo ciclista Relax, al que llegaron diversos ciclistas identificados por la Guardia Civil como clientes de la red de dopaje de Eufemiano Fuentes descubierta en la Operación Puerto. Curiosamente, el proyecto en el que coincidían ciclistas y médico señalados por las sospechas de dopaje fue apoyado y patrocinado por el CSD, por iniciativa del Secretario de Estado para el Deporte Jaime Lissavetzky, quien defendió la idea como un proyecto de transparencia. A finales de esa temporada Losa dejó el equipo debido a ligeras diferencias con la dirección; poco después desapareció el equipo.
A finales de ese mismo año fue visto en el hotel donde se concentraba la selección española durante el Campeonato Mundial de ciclismo, celebrado en Stuttgart.

## Breve y exitoso paso por el remo
En 2008 fue el médico de la trainera Urdaibai, en una exitosa temporada que se saldó con el triunfo en la Liga San Miguel.

## Operación Chinatown
En octubre de 2009 el semanario Interviú publicó un reportaje de investigación en el que revelaba que el doctor Losa había sido investigado por el Cuerpo Nacional de Policía por un posible delito de dopaje. El semanario, que había tenido acceso al sumario del caso, descubrió parte de las investigaciones englobadas en la conocida como Operación Chinatown, un caso que había sido sobreseído temporalmente en mayo por la juez titular del Juzgado de Instrucción n.º 6 de Valladolid. Los investigadores tuvieron acceso al intercambio de mensajes con sus clientes, pero no consiguieron pruebas sustanciales.

### Origen de la investigación
En el Tour de Francia 2008 el ciclista español Moisés Dueñas (Barloworld) dio positivo, siendo detenido por la Gendarmería en aplicación de la legislación antidopaje francesa. Durante el interrogatorio al que fue sometido, Dueñas confesó que su médico era Jesús Losa, así como que pagó al doctor 6.000 euros más primas por objetivos. El corredor añadió que el médico le daba frascos en los que ponía que era suero fisiológico, aunque no lo era, y que el doctor preparaba las jeringuillas en la habitación detrás de una manta. En su relato, Dueñas aseguró que antes del Tour Losa le había dado dos botes de cristal, cuyo contenido debía inyectarse durante la carrera un día sí y otro no, asegurándole que de hacerle caso nunca daría positivo.
Poco después, la ciclista Maribel Moreno dejó Pekín (donde había llegado para competir en los Juegos Olímpicos como integrante de la delegación española) alegando un problema de ansiedad, para días después descubrirse que había dado positivo por EPO en un control antidopaje previo a la cita olímpica.

### Chivatazo a Losa
El médico Jesús Losa fue informado por un miembro de la investigación, cuya identidad no ha sido revelada, de que estaba siendo investigado por un posible delito de dopaje (tipificado como delito en España por la Ley Antidopaje aprobada en noviembre de 2006, tras la Operación Puerto). El chivatazo hizo que Losa extremara las precauciones, dificultando la labor de los investigadores.

### Intercambio de SMS y llamadas
Los investigadores registraron el intercambio de mensajes de texto mediante teléfono móvil (conocidos como SMS) existente entre el doctor Losa y sus posibles clientes. Así, en el sumario del caso figuraban las siguientes personas como emisoras de mensajes de texto a Losa:
- Carlos Hernández, exciclista y pareja sentimental de Maribel Moreno. Entre los SMS interceptados figuraba uno enviado en octubre (dos meses después del positivo de Moreno), en el que se mostraba molesto con Losa por no haberle contestado después de lo ocurrido, teniendo en cuenta lo que había confiado en él. En otro mensaje, después de que Moreno hubiera sido interrogada por la Policía, Hernández alertaba a Losa de que podía ser investigado por los pMaderos (en argot, putos policías), a quienes consideraba unos cabrones, recomendándole que no les hiciera ni puto caso y que ya le jodería que eso ocurriera, al mismo tiempo que indicaba al doctor que ellos ya sabían que él no tenía que ver con lo ocurrido.

- Maribel Moreno, ciclista que dio positivo por EPO. Los investigadores registraron un SMS que envió al doctor Losa el 23 de marzo de 2009 para darle la razón en todo, lamentando asimismo no haberle hecho caso.

- Luis Sanz, abogado de Losa. Llamó al doctor para preguntarle si era el médico de Moreno, a lo que el galeno respondió que sí, pero que no en ese momento.

- un ganador español del Tour de Francia, cuya identidad no ha sido desvelada. En su mensaje de texto a Losa comentaba el acojone que había vivido en la reciente edición de 2008, donde se dieron numerosos positivos. El ciclista mostraba su alegría por no haber tomado nada de lo que le había propuesto Losa, y aseguraba que ya no era ambicioso y que lo que quería era disfrutar el tiempo que le quedaba como ciclista profesional, por lo que no iba a soltar ni un euro más. El médico se mostró impresionado ante el ciclista por tener las cosas tan claras.

- Luis Ángel Maté escribió un SMS a Losa, preocupado tras haber sufrido taquicardias y 237 pulsaciones durante media hora.

- Daniel Moreno comentó a Losa que había ido como un rayo, llegando a dejar atrás a hombres importantes. El doctor le comentaba entre risas: qué máquina, macho.

- Francisco Mancebo escribió el 28 de enero de 2009 a Losa para que le llevara algo porque estaban en crisis, y ante las risas del doctor insistió con un me cago en la hostia, mostrándose entonces Losa dispuesto. Días después el abulense ganó la primera etapa del Tour de California.

- una persona cuya identidad no se reveló, que escribió a Losa en marzo de 2009 para informarle de que su amigo había ganado la París-Niza, a lo que Losa respondió que en efecto había estado como un campeón. El ganador de esa carrera fue Luis León Sánchez.

- el padre de un ciclista amateur, que pedía en un mensaje de texto al doctor que se hiciera cargo de la preparación de su hijo, ya que con macarrones (sin dopaje, situación en la que llevaba compitiendo cuatro años) no podía aspirar a conseguir victorias y quería andar como los demás.

Además de los ya citados, también habrían sido identificados como clientes de Losa el ciclista Aleksandr Kolobnev y tres atletas.

### Archivo temporal
La jueza titular del Juzgado de Instrucción n.º 6 de Valladolid encargado del caso, decretó el archivo temporal del caso. Durante su declaración Losa había negado que tuviera relación con el dopaje.